# Woukawiczy (obwód miński)
Woukawiczy (biał. Воўкавічы; ros. Волковичи, Wołkowiczi) – wieś na Białorusi, w obwodzie mińskim, w rejonie dzierżyńskim, w sielsowiecie Fanipol.
Graniczy z Przyłuckim Rezerwatem Biologicznym. Znajduje się tu państwowy szpital gruźliczy.

## Transport
Wieś położona jest przy linii kolejowej Moskwa – Mińsk – Brześć, na której w pobliżu znajduje się przystanek kolejowy Wouczkawicy oraz przy drodze magistralnej M14.